# 阿尔泰鼢鼠
阿尔泰鼢鼠（学名：Myospalax myospalax）为鼴形鼠科鼢鼠属的动物。在中国大陆，分布于新疆（阿尔泰山地、塔尔巴哈台）等地。该物种的模式产地在西伯利亚巴尔瑙尔。